# Nizina Indusu
Nizina Indusu – nizina położona w południowej Azji, pomiędzy Wyżyną Beludżystanu i Wyżyną Dekanu.
Nizina Indusu leży w zachodniej części Niziny Hindustańskiej, w Pakistanie i Indiach, nad Morzem Arabskim. Ograniczona od zachodu pasmami górskimi Wyżyny Irańskiej, od północy Himalajami, od wschodu Wyżyną Dekan. Stanowi zapadlisko tektoniczne, wypełnione osadami morskimi i nanosami rzecznymi (piaski, muły, iły) Indusu i jego dopływów (główny: Satledź). Powierzchnia równinna, przecięta szerokimi dolinami rzecznymi i gęstą siecią kanałów nawadniających, zwłaszcza na północnym wschodzie. Klimat zwrotnikowy suchy i skrajnie suchy; suche sawanny i pustynie piaszczyste: Thal (na północy), Thar (na wschodzie).
Sieć rzeczna rzadka, główna rzeka Indus. Liczne obszary bezodpływowe z okresowymi rzekami i jeziorami. Sumy opadów wahają się pomiędzy 50 mm w zimie oraz 350 mm do 600 mm w lecie. Temperatura w lecie to ok. 20-30 °C, a w zimie ok. 10-20 °C.
W nizinie tej znajdują się przede wszystkim żyzne, napływowe gleby wytworzone z osadów (namułów) rzecznych, zbudowane z warstw odpowiadających kolejnym wylewom rzek (mady rzeczne wokół samej rzeki Indus).
Okres wegetacji roślin trwa tutaj od trzech do pięciu miesięcy, co sprzyja rolnictwu. Znajduje się tutaj wiele upraw, wśród których dominuje pszenica, ale spotkać także możemy małe uprawy ryżu, bawełny, trzciny cukrowej, palmy daktylowej, owoców i warzyw. Hoduje się przede wszystkim bydło oraz wielbłądy, ale także trzodę chlewną, kozy oraz owce. Ogólne warunki klimatyczno-glebowe uznaje się za słabe. Rzeka Indus powoduje czasami katastrofalne powodzie.
Nizina Indusu ma przede wszystkim charakter rolniczy. Nie jest to obszar wielkich upraw, ale na pewno jest wystarczający dla potrzeb ludów zamieszkujących pobliskie terytoria. Dzięki równinnemu ukształtowaniu terenu, które pozwala na używanie maszyn rolniczych, bliskości wody, żyzności gleb, Nizina Indu uznawana jest za najżyźniejszy obszar Pakistanu.